# Arcofacies maculatipennis
Arcofacies maculatipennis är en insektsart som beskrevs av Linxian Ding 1987. Arcofacies maculatipennis ingår i släktet Arcofacies och familjen sporrstritar. Inga underarter finns listade i Catalogue of Life.